# Coccoloba
Coccoloba P.Browne è un genere di piante della famiglia delle Poligonacee che comprende oltre 170 specie native dell'America tropicale e delle Antille.

## Tassonomia
Il genere comprende le seguenti specie:
- Coccoloba acapulcensis Standl.
- Coccoloba acrostichoides Cham.
- Coccoloba acuminata Kunth
- Coccoloba acuna R.A.Howard
- Coccoloba alainii Acev.-Rodr.
- Coccoloba albicans Ekman
- Coccoloba alnifolia Casar.
- Coccoloba arborescens (Vell.) R.A.Howard
- Coccoloba argentinensis Speg.
- Coccoloba armata C.Wright ex Griseb.
- Coccoloba ascendens Duss ex Lindau
- Coccoloba baracoensis O.C.Schmidt
- Coccoloba barbadensis Jacq.
- Coccoloba barkeri Ekman & O.C.Schmidt
- Coccoloba belizensis Standl.
- Coccoloba benitensis Britton
- Coccoloba berazainiae I.Castañeda
- Coccoloba boxii Sandwith
- Coccoloba brasiliensis Nees & Mart.
- Coccoloba buchii O.C.Schmidt
- Coccoloba bullata R.A.Howard
- Coccoloba caesia Ekman ex O.C.Schmidt
- Coccoloba caracasana Meisn.
- Coccoloba caravellae Sastre & Fiard
- Coccoloba ceibensis O.C.Schmidt
- Coccoloba cereifera Schwacke
- Coccoloba charitostachya Standl.
- Coccoloba chiapensis Standl.
- Coccoloba cholutecensis R.A.Howard
- Coccoloba clementis R.A.Howard
- Coccoloba colombiana R.A.Howard
- Coccoloba conduplicata Maguire
- Coccoloba cordata Cham.
- Coccoloba coriacea A.Rich.
- Coccoloba coronata Jacq.
- Coccoloba costata C.Wright
- Coccoloba cowellii Britton
- Coccoloba cozumelensis Hemsl.
- Coccoloba cristalensis (Alain) I.Castañeda
- Coccoloba cruegeri Lindau
- Coccoloba cujabensis Wedd.
- Coccoloba darienensis R.A.Howard
- Coccoloba declinata (Vell.) Mart.
- Coccoloba densifrons Mart. ex Meisn.
- Coccoloba diversifolia Jacq.
- Coccoloba dussii Lindau
- Coccoloba escuintlensis Lundell
- Coccoloba excelsa Benth.
- Coccoloba fallax Lindau
- Coccoloba fastigiata Meisn.
- Coccoloba fawcettii O.C.Schmidt
- Coccoloba filipes Standl.
- Coccoloba flavescens Jacq.
- Coccoloba floresii Ortiz-Díaz & Arnelas
- Coccoloba floribunda (Benth.) Lindau
- Coccoloba fuertesii Urb.
- Coccoloba gardneri Meisn.
- Coccoloba geniculata Lindau
- Coccoloba gentryi R.A.Howard
- Coccoloba gigantifolia E.Melo, C.A.Cid Ferreira & Gribel
- Coccoloba glaziovii Lindau
- Coccoloba goldmanii Standl.
- Coccoloba gracilis Kunth
- Coccoloba grandiflora Lindau
- Coccoloba guanacastensis W.C.Burger
- Coccoloba guaranitica Hassl.
- Coccoloba gymnorrhachis Sandwith
- Coccoloba hirtella Lundell
- Coccoloba hondurensis Lundell
- Coccoloba hotteana O.C.Schmidt
- Coccoloba howardii Castañeda
- Coccoloba humboldtii Meisn.
- Coccoloba × hybrida I.Castañeda
- Coccoloba incrassata Urb.
- Coccoloba × jamaicensis Lindau
- Coccoloba jimenezii Alain
- Coccoloba johnstonii R.A.Howard
- Coccoloba jurgensenii Lindau
- Coccoloba krugii Lindau
- Coccoloba laevis Casar.
- Coccoloba lanceolata Lindau
- Coccoloba lapathifolia Standl.
- Coccoloba lasseri Lundell
- Coccoloba latifolia Poir.
- Coccoloba lehmannii Lindau
- Coccoloba leoganensis Jacq.
- Coccoloba leonardii R.A.Howard
- Coccoloba liebmannii Lindau
- Coccoloba lindaviana R.A.Howard
- Coccoloba lindeniana (Benth.) Lindau
- Coccoloba liportizii Gómez-Laur. & N.Zamora
- Coccoloba llewelynii R.A.Howard
- Coccoloba longifolia Fisch. ex Lindau
- Coccoloba longipes S.Moore
- Coccoloba lucidula Benth.
- Coccoloba × lundellii Standl.
- Coccoloba manzinellensis Beurl.
- Coccoloba meissneriana (Britton) K.Schum.
- Coccoloba microphylla Griseb.
- Coccoloba microstachya Willd.
- Coccoloba mollis Casar.
- Coccoloba montana Standl.
- Coccoloba mosenii Lindau
- Coccoloba munizii Borhidi
- Coccoloba nervosa Alain
- Coccoloba nicaraguensis Standl. & L.O.Williams
- Coccoloba nigrescens Lindau
- Coccoloba nipensis Urb.
- Coccoloba nitida Kunth
- Coccoloba nodosa Lindau
- Coccoloba northropiae Britton
- Coccoloba nutans Kunth
- Coccoloba obovata Kunth
- Coccoloba obtusifolia Jacq.
- Coccoloba ochreolata Wedd.
- Coccoloba oligantha Alain
- Coccoloba orinocana R.A.Howard
- Coccoloba orizabae Lindau
- Coccoloba ortizii R.A.Howard
- Coccoloba ovata Benth.
- Coccoloba padiformis Meisn.
- Coccoloba pallida C.Wright ex Griseb.
- Coccoloba paraensis Meisn.
- Coccoloba paraguariensis Lindau
- Coccoloba pauciflora Urb.
- Coccoloba peltata Schott
- Coccoloba persicaria Wedd.
- Coccoloba peruviana Lindau
- Coccoloba picardae Urb.
- Coccoloba plantaginea Wedd.
- Coccoloba plumieri Griseb.
- Coccoloba porphyrostachys Gómez-Laur.
- Coccoloba portuguesana R.A.Howard
- Coccoloba praecox C.Wright ex Lindau
- Coccoloba proctorii R.A.Howard
- Coccoloba pubescens L.
- Coccoloba pyrifolia Desf.
- Coccoloba ramosissima Wedd.
- Coccoloba reflexa Lindau
- Coccoloba reflexiflora Standl.
- Coccoloba retirensis R.A.Howard
- Coccoloba retusa Griseb.
- Coccoloba rigida Meisn.
- Coccoloba rosea Meisn.
- Coccoloba rufescens C.Wright
- Coccoloba rugosa Desf.
- Coccoloba ruiziana Lindau
- Coccoloba salicifolia Wedd.
- Coccoloba samanensis O.C.Schmidt
- Coccoloba savannarum Standl.
- Coccoloba scandens Casar.
- Coccoloba shaferi Britton
- Coccoloba sintenisii Urb.
- Coccoloba spicata Lundell
- Coccoloba spinescens Morong
- Coccoloba steinbachii R.A.Howard
- Coccoloba sticticaulis Wedd.
- Coccoloba striata Benth.
- Coccoloba subcordata (Bertero ex DC.) Lindau
- Coccoloba swartzii Meisn.
- Coccoloba taylorii Urb.
- Coccoloba tenuiflora Lindau
- Coccoloba tenuifolia L.
- Coccoloba tiliacea Lindau
- Coccoloba toaensis Alain
- Coccoloba troyana Urb.
- Coccoloba tuerckheimii Donn.Sm.
- Coccoloba tunii Ortiz-Díaz & Arnelas
- Coccoloba uvifera (L.) L.
- Coccoloba venosa L.
- Coccoloba warmingii Meisn.
- Coccoloba williamsii Standl.
- Coccoloba wrightii Lindau
- Coccoloba wurdackii R.A.Howard
- Coccoloba yaracuyensis R.A.Howard
- Coccoloba yaterensis I.Castañeda
- Coccoloba zebra Griseb.
- Coccoloba zuliana R.A.Howard

## Usi
Alcune specie  del genere Coccoloba sono usate come piante ornamentali, per via delle foglie coriacee, dei piccoli fiori e dei frutti a bacca, che sono commestibili.
Il legno di Coccoloba uvifera fornisce una sostanza nota come Kino della Giamaica, dalle notevoli proprietà astringenti.